# Un uomo e il suo cane
Un uomo e il suo cane (Un homme et son chien) è un film italo-francese del 2008 diretto da Francis Huster.
Il film si basa sul film neorealista del 1952 Umberto D. diretto da Vittorio De Sica e scritto da Cesare Zavattini.
È l'ultimo film di Jean-Paul Belmondo, morirà tredici anni dopo, il 6 settembre 2021. 
È stata ipotizzata l'ispirazione del film all'opera di Antonio Rotta realizzata nel 1800 nella Repubblica di Venezia dal titolo "Un uomo e il suo cane".

## Trama
Jeanne, seducente vedova, ospita Charles, di cui lei fu la badante alla morte del marito. Sul punto di risposarsi, lei gli annuncia che dovrà sfrattarlo, col suo cane. Senza altre risorse che una magra pensione, è la strada che aspetta Charles e il suo cane. Lui incontra sconosciuti, ritrova vecchi amici, ma nessuno è disposto ad aiutarlo, e la sua dignità gli vieta di aiutare a sua volta.
Attraverso questi incontri, Charles, col suo cane al suo fianco, si trova di fronte ad una scelta: arrendersi o continuare a battersi come ha sempre fatto.